# ادرياتك أرينا
 ادرياتك أرينا  (بالإيطالية: Adriatic Arena)‏ صالة رياضية تستخدم لرياضة كرة السلة وتقام فيها أحياناً عدد من الفعاليات الرياضية، تقع في مدينة بيزارو التابعة لمقاطعة ماركي في إيطاليا، تتسع الصالة إلى أكثر من 10 ألآف متفرج، وهي الصالة الرسمية لنادي فيكتوريا يبرتاس بيزارو الذي يلعب في ليغا باسكيت الدرجة الأولى، تم افتتاح الصالة سنة 1996.